# 関バイパス (三重県)
関バイパス（せきバイパス） は、三重県亀山市太岡寺町から亀山市関町沓掛（くつかけ）を結ぶ全長7.1 kmの国道1号バイパスである。暫定開通した2007年時点では国道25号（名阪国道）への連絡バイパスとして運用されている。

## 概要
名阪国道接続部から亀山市関町鷲山までの区間が工事中である。関の名は計画当時に建設場所の大部分が関町内にあったことに由来する（関町はいわゆる平成の大合併で消滅）。

## 接続するバイパス
- 亀山バイパス
- （鈴鹿峠バイパス）

## 交差する道路
- 国道1号（亀山バイパス）（名阪国道大阪方面と名古屋・四日市方面のみ接続）
- E25 名阪国道 亀山IC（大阪方面と名古屋・四日市方面のみ接続）
- （三重県道11号四日市関線）
- （国道1号（鈴鹿峠バイパス））

## 歴史
- 1996年（平成8年） : 亀山市太岡寺町 - 同市小野町 (1.1 km) 事業化。
- 2003年（平成15年）3月 : 亀山市太岡寺町 - 小野町 (1.1 km) 着工。
- 2007年（平成19年）8月23日 : 亀山市太岡寺町→名阪国道奈良・伊勢道方面ランプ暫定1車線で開通。
- 2008年（平成20年）3月23日 : 名阪国道奈良・伊勢道方面→亀山市太岡寺町ランプ暫定1車線で開通。